# Jan Ruiter
Jan Ruiter (ur. 24 listopada 1946 w Enkhuizen) – piłkarz holenderski grający na pozycji bramkarza.

## Kariera klubowa
Ruiter w wieku 10 lat trafił do małego amatorskiego klubu o nazwie Dindua VV. Natomiast mając lat 17 trafił do pierwszoligowego zespołu FC Volendam. Przez długi czas miał tam trudności z wywalczeniem miejsca między słupkami bramki Volendam. Dopiero W sezonie 1967/1968 został pierwszym bramkarzem drużyny. W FC Volendam Ruiter grał do 1971 roku.
Latem 1971 Jan przeszedł do RSC Anderlecht, do którego ściągnął go za 650 tysięcy guldenów ówczesny trener tego klubu, Georg Kessler. Razem z Ruiterem do zespołu powędrował jego rodak, Rob Rensenbrink. Już w pierwszym sezonie gry w Anderlechcie obaj Holendrzy poprowadzili ten zespół do tytułu mistrza Belgii oraz zdobycia Pucharu Belgii. W kolejnym sezonie tytuł przypadł rywalowi Anderlechtu, Club Brugge, ale w 1974 roku mistrzem znów został brukselski klub. W latach 1973, 1975 i 1976 Ruiter zdobywał ze swoim zespołem krajowy puchar. Także w 1976 roku odniósł swój największy sukces w dotychczasowej karierze, czyli wywalczenie Pucharu Zdobywców Pucharów. Ruiter dobrze spisał się w wygranym 4:2 finale z West Ham United. W tym samym roku wywalczył także Superpuchar Europy.
Latem 1977 Ruiter odszedł z zespołu po wielu kłótniach z ówczesnym trenerem, Raymondem Goethalsem. Przeszedł do innego klubu z Brukseli, RWD Molenbeek. Grając w tym zespole także był zaliczany do jednego z najlepszych bramkarzy w lidze belgijskiej. Klub jednak nie osiągnął żadnych sukcesów w lidze, jak choćby mistrzostwo kraju w 1975 roku.Ruiter w RWD Molenbeek grał przez 6 sezonów, a w 1983 roku przeszedł do Beerschot VAC. W klubie tym grał przez jeden sezon, po czym latem 1984 trafił do Royal Antwerp FC i po roku gry w tym klubie zakończył piłkarską karierę w wieku 39 lat.
| Sezon   | Klub             | Kraj     | Rozgrywki     | Mecze | Bramki |
| ------- | ---------------- | -------- | ------------- | ----- | ------ |
| 1967/68 | FC Volendam      | Holandia | Eredivisie    | 12    | 0      |
| 1968/69 | FC Volendam      | Holandia | Eredivisie    | 34    | 0      |
| 1969/70 | FC Volendam      | Holandia | Eredivisie    | 33    | 0      |
| 1970/71 | FC Volendam      | Holandia | Eredivisie    | 33    | 0      |
| 1971/72 | RSC Anderlecht   | Belgia   | Eerste Klasse | 24    | 0      |
| 1972/73 | RSC Anderlecht   | Belgia   | Eerste Klasse | 27    | 0      |
| 1973/74 | RSC Anderlecht   | Belgia   | Eerste Klasse | 30    | 0      |
| 1974/75 | RSC Anderlecht   | Belgia   | Eerste Klasse | 37    | 0      |
| 1975/76 | RSC Anderlecht   | Belgia   | Eerste Klasse | 29    | 0      |
| 1976/77 | RSC Anderlecht   | Belgia   | Eerste Klasse | 32    | 0      |
| 1977/78 | RWD Molenbeek    | Belgia   | Eerste Klasse | 31    | 0      |
| 1978/79 | RWD Molenbeek    | Belgia   | Eerste Klasse | 29    | 0      |
| 1979/80 | RWD Molenbeek    | Belgia   | Eerste Klasse | 33    | 0      |
| 1980/81 | RWD Molenbeek    | Belgia   | Eerste Klasse | 33    | 0      |
| 1981/82 | RWD Molenbeek    | Belgia   | Eerste Klasse | 33    | 0      |
| 1982/83 | RWD Molenbeek    | Belgia   | Eerste Klasse | 26    | 0      |
| 1983/84 | Beerschot VAC    | Belgia   | Eerste Klasse | 23    | 0      |
| 1984/85 | Royal Antwerp FC | Belgia   | Eerste Klasse | 22    | 0      |

## Kariera reprezentacyjna
W 1976 roku Ruiter został powołany do kadry na Mistrzostwa Europy w Jugosławii. Tam był tylko trzecim bramkarzem dla takich legend holenderskiej bramki jak Jan Jongbloed i Piet Schrijvers. Z Holandią doszedł do półfinału i wywalczył symboliczny brązowy medal za 3. miejsce. W reprezentacji Holandii zadebiutował 8 września tego samego roku w wygranym 1:0 wyjazdowym meczu z Islandią i był to jego jedyny mecz w reprezentacyjnej karierze.

## Sukcesy
- Mistrzostwo Belgii: 1972, 1974 z Anderlechtem
- Puchar Belgii: 1972, 1973, 1975, 1976 z Anderlechtem
- Puchar Zdobywców Pucharów: 1976 z Anderlechtem
- Superpuchar Europy: 1976 z Anderlechtem
- 3. miejsce w ME: 1976